# Albert Trifol i Verdú
Albert Trifol i Verdú   (Barcelona, 8 de març de 1944 - Barcelona, 16 de maig de 2005) fou un actor i director teatral i de doblatge català.
Va començar al món del teatre amb 8 anys, es va formar com a actor a l'Institut del Teatre de Barcelona al costat de Pepe Mediavilla i va fer radioteatre a Ràdio Barcelona. Trifol va debutar en el doblatge a la dècada del 1960, feina que va anar compaginant amb papers en obres teatrals i dramàtics i sèries per a televisió, i posteriorment també al cinema.
Va ser en el camp del doblatge on va aconseguir major reconeixement, d'una banda, especialitzant-se en actors secundaris, destacant especialment en la sèrie Mazinger Z de 1978, encara que són destacables així mateix els seus doblatges dels protagonistes de Carros de foc i L'home elefant. A Star Wars episodi VI: El retorn del Jedi, va doblar al mestre Yoda. A més, va posar la veu al personatge de François Pignon de la pel·lícula El sopar dels idiotes, interpretat per l'actor francès Jacques Villeret, a qui ha doblat diverses vegades.
Va ser ajudant de direcció a Parlo Films. El 1982 va fundar l'estudi Soundtrack amb tres socis més. El 1983 va néixer l'estudi de sincronització Q. T. Lever com una productora adscrita dins dels estudis Seimar, fins que van tenir la capacitat de tenir un local propi a la plaça Lesseps de Barcelona. En aquest estudi, va dirigir i va realitzar molts dels doblatges de cinema d'animació japonès de la dècada següent, a més de les adaptacions d'Alguns homes bons, Entrevista amb el vampir, i A la recerca de l'arca perduda, la primera aventura d'Indiana Jones, on interpretava el major Eaton de la CIA. També va ser un dels primers representants sindicals de l'àmbit del doblatge a Barcelona, a la dècada del 1970.
A més de com a actor, al cinema va dur a terme altres funcions, com a director d'extres a Gràcies per la propina (1997) o doblador de sons a Actrius (1997), Carícies (1998) i Anita no perd el tren (2001). I va actuar també a sèries com Temps de silenci, Plats bruts, Laberint d'ombres, La Lloll, Sitges, Rosa, Estació d'enllaç, i Poblenou, entre d'altres.
Va ser pare dels també actors de doblatge Núria i Albert Trifol.

## Filmografia seleccionada

### Com a actor de doblatge (català)
- L'home elefant (1980) - John Merrick (Actor original: John Hurt)
- Carros de foc (1981) - Jackson Scholz (Actor original: Brad Davis) ("doblatge de cinema (1982)")
- La guerra de les galàxies: El retorn del Jedi (1983) - Yoda (Actor de veu original: Frank Oz)
- Porco Rosso (1992) - Sr. Piccolo (Actor de veu original: Sanshi Katsura)
- Gossos milionaris (1999) - Chuffie (Actor de veu original: Hans Hohlbein)
- Socors, sóc un peix! (2000) - Tibauró (Actor de veu original: David Bateson)
- La volta al món en 80 dies (2004) - Lord Kelvin (Actor original: Jim Broadbent)